# 新城図書館
新城図書館 ふるさと情報館（しんしろとしょかん ふるさとじょうほうかん）は、愛知県新城市字下川にある公共図書館。新城図書館や新城文化会館などを有する、新城地域文化広場と呼ばれる施設群の一角にある。1987年（昭和62年）5月8日に開館した。
2006年（平成18年）には指定管理者制度を導入したが、2013年（平成25年）には新城市の直営に戻している。2017年（平成29年）には開館30周年を迎えた。2018年度末の蔵書数は168,650点、2018年度の貸出冊数は158,547点だった。2018年度末の新城市の人口は46,462人であり、住民1人あたり貸出冊数は3.4冊だった。

## 歴史

### 図書館未設置時代

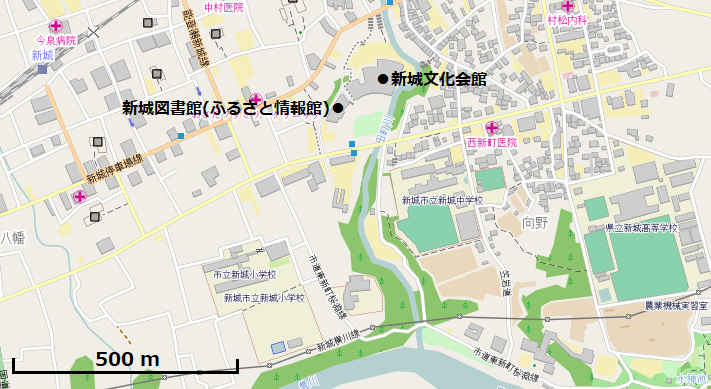
新城市中心部における新城図書館の位置

1958年（昭和33年）に南設楽郡新城町が市制施行して新城市が発足して以来、婦人会や文化協会などから、市民の文化的なよりどころとなる施設がないことが指摘され続けてきた。こうした声を受けて、1978年（昭和53年）9月13日には新城市の近藤長一市長が新城市民会館の建設について調査委員会に諮問した。1979年（昭和54年）8月30日には調査委員会が市長に答申し、文化会館・図書館・郷土資料館の複合施設を建設することが決定した。
1979年9月には新城市議会に特別委員会が設置され、また新城市役所にも組織が設けられ、1981年（昭和56年）2月26日には建設地を現在地に選定している。なお、同年10月26日には本町の郵便局舎を改修して新城中央公民館図書資料室が開館している。この図書資料室は中央公民館の分館という位置づけであり、開館時の蔵書数は6,143冊だった。毎週月曜・祝日・毎月末日・年末年始が休館日であり、開館時間は「10時-18時」、貸出冊数は4冊まで、貸出期間は2週間だった。図書資料室は愛知県道439号能登瀬新城線に面しており、水谷商店の南西隣、「やまぐち」の向かいにあった。現在は新城市が所有する空き地となっている。
1982年（昭和57年）12月20日には設計者を梓設計に決定。1985年（昭和60年）11月6日に着工し、1987年（昭和62年）3月10日に竣工した。この間の1986年（昭和61年）12月28日には新城中央公民館図書資料室が閉館している。新城地域文化広場の建設にあたっては、まちづくり特別対策事業として自治省から助成金を受けている。また愛知県の地域文化広場整備事業として採択されたことで、文化会館は新城市が、新城図書館は愛知県が建設費を負担している。

### 新城図書館（1987年 - ）

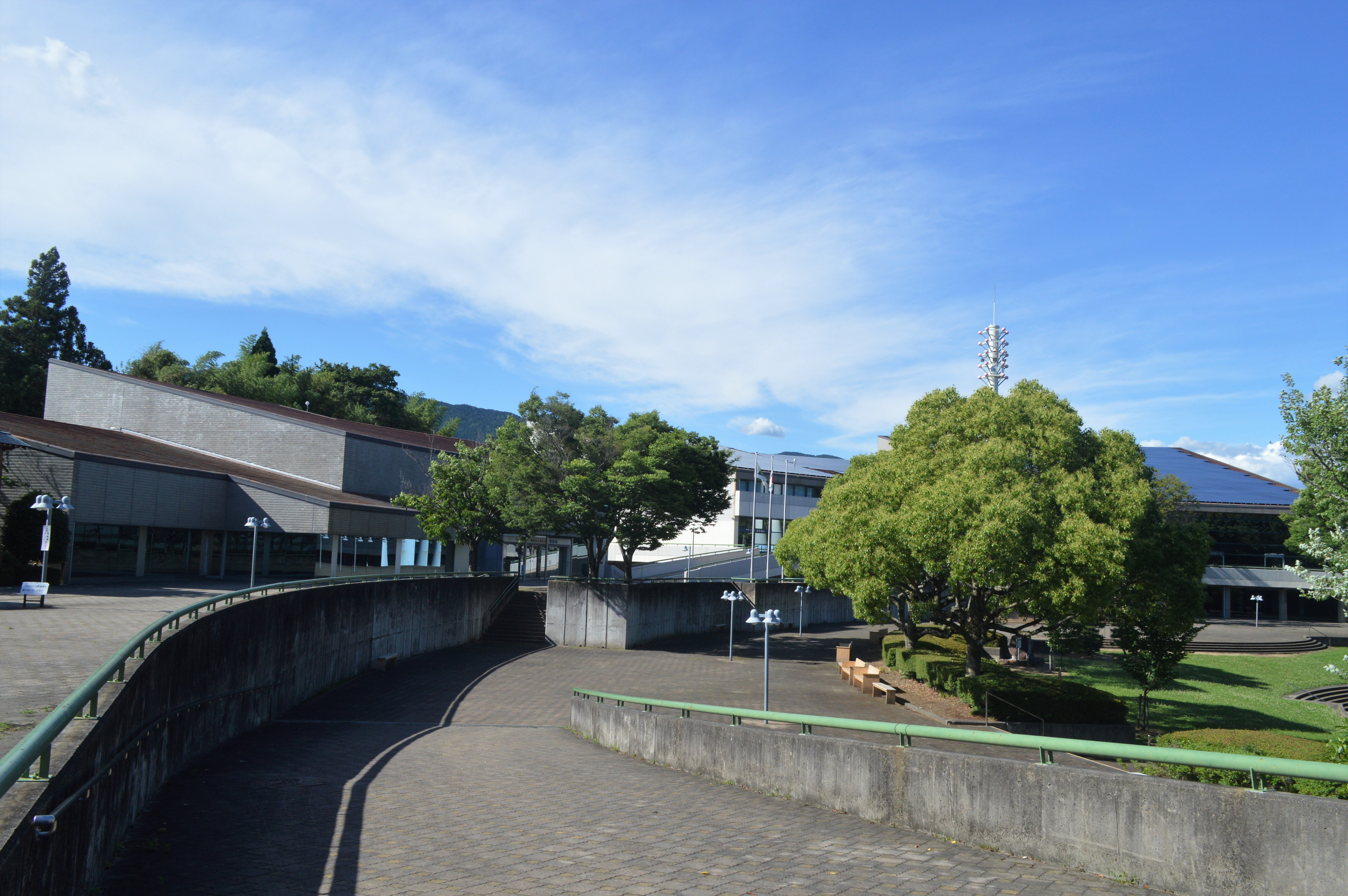
左が新城図書館、右が新城文化会館

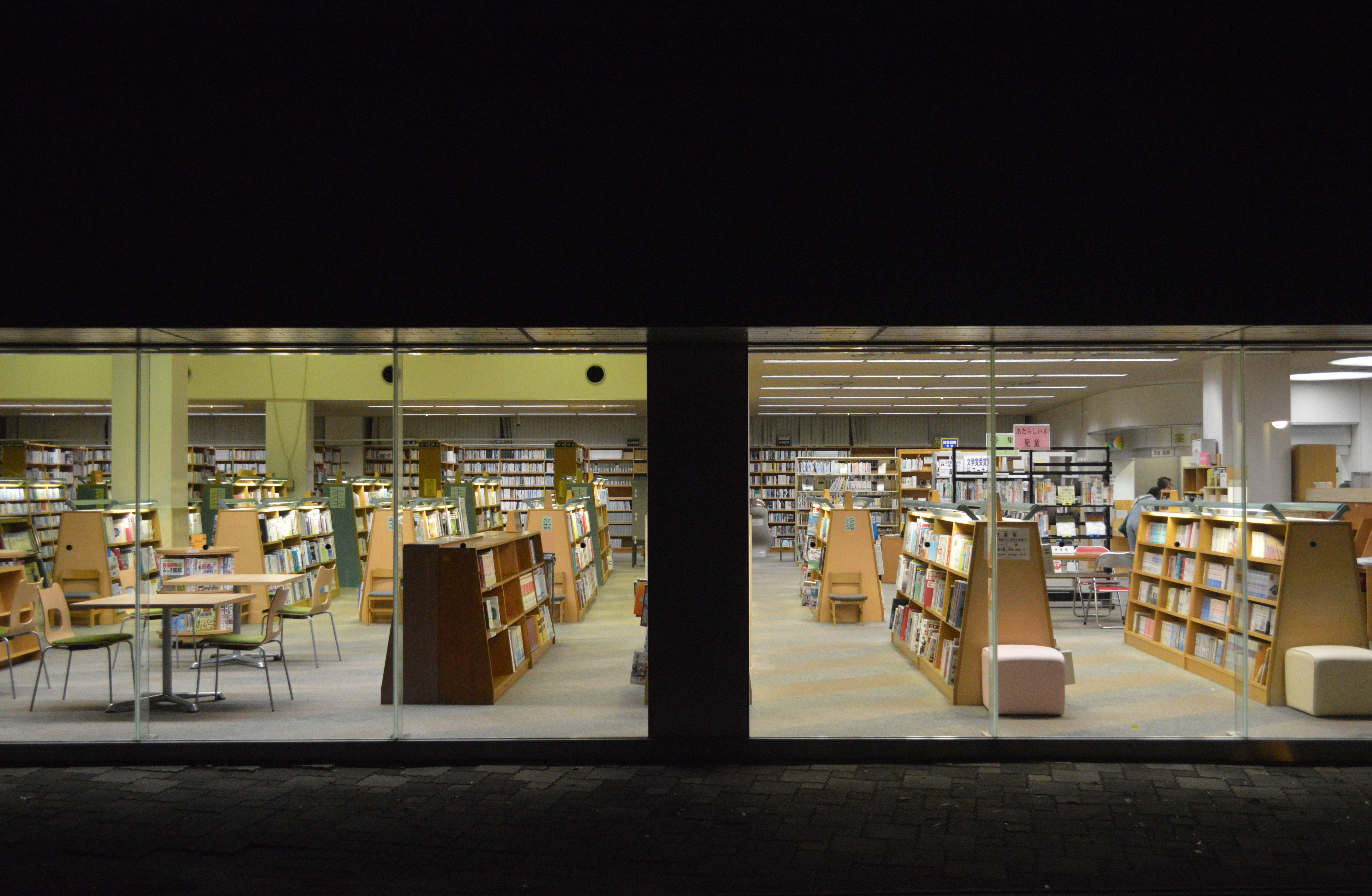
夜間の新城図書館

1987年（昭和62年）5月8日に新城図書館と新城地域文化広場が開館した。開館時の蔵書数は36,457冊だった。毎週月曜・毎月末日・年末年始が休館日であり、開館時間は「10時-18時」、貸出冊数は4冊まで、貸出期間は2週間だった。1993年度（平成5年度）には館内蔵書検索機(OPAC)を導入し、1994年（平成6年）3月20日には愛知県図書館とオンライン化が図られた。1995年度（平成7年度）には図書館の運営自体は直営のまま、施設管理が新城総合サービスセンターに移された。これを機に開館時間が「9時-20時」に変更されている。1996年11月にはボランティアグループ「アリスのうさぎ」による読み聞かせ事業が開始されている。
2005年（平成17年）10月1日には（旧）新城市・南設楽郡鳳来町・作手村の1市1町1村が合併し、（新）新城市が発足している。合併と同日には図書館の公式サイトが開設され、館内にはヤングアダルトコーナーが設置されたほか、貸出冊数が4冊から5冊に変更された。旧鳳来町と旧作手村には図書館や図書室がなかったが、2006年（平成18年）11月16日には鳳来総合支所と作手B&G海洋センターに図書返却ポストが設置された。2006年度（平成18年度）には図書館の運営に指定管理者制度を導入し、新城総合サービスセンターを管理者に指定した（3年間）。
2007年（平成19年）4月1日には月曜日も開館日とし、週の定期休館日を撤廃した。2009年度（平成21年度）には再び新城総合サービスセンターを管理者に指定した（3年間）。2009年（平成21年）4月1日には貸出冊数を5冊から8冊に変更し、作手B&G海洋センターにあった図書返却ポストを作手総合支所に移動させた。2010年（平成22年）には図書館や図書室がない旧鳳来町・旧作手村の住民に対するサービスとして、自宅からファクシミリ(FAX)で貸出を申し込むと郵送で届く「本のお届けサービス」を開始した。
2010年（平成22年）8月22日には「第1回図書館まつり」を開催し、以後は毎年図書館まつりが開催されている。2010年度（平成22年度）末に新城市の愛知県立鳳来寺高等学校が閉校すると、学校図書室の蔵書が新城図書館に寄贈され、寄贈書架が設置された。2012年（平成24年）3月には新城市出身の推理小説家・大阪圭吉の生誕100周年記念企画「大阪圭吉の世界」を開催した。8月1日には、鳳来総合支所・作手総合支所に対して、大型本・大型紙芝居・大型紙芝居舞台のお届けサービスを開始し、それぞれの貸出期間を1週間から2週間に変更した。
2006年度からの7年間は指定管理者制度を採用していたが、2013年度（平成25年度）には図書館の運営を新城市の直営に戻した。2015年（平成27年）1月には公衆無線LANを設置した。2017年（平成29年）には開館30周年を記念して、9月16日にはビブリオバトルを、9月17日には浜松市博物館学芸員の久野正博による講演会「戦国 井伊直虎から直正へ」を、11月3日には絵本作家のかべやふようによるお話とワークショップを開催した。同年には新城市若者議会の発案により、1階に親子席やソファや飲食コーナーが、2階の郷土図書室にカウンター席が設置された。
2017年（平成29年）4月1日には作手地区に、新城市立作手小学校との合築で新城市つくで交流館が開館した。館内には新城市つくで交流館図書室が設置されたが、図書館法における公共図書館ではない。

## 利用案内
| 新城図書館の蔵書冊数 | 新城図書館の蔵書冊数 | 新城図書館の蔵書冊数 | 新城図書館の蔵書冊数 | 新城図書館の蔵書冊数 |
| -------------------- | -------------------- | -------------------- | -------------------- | -------------------- |
| 年度                 |                      |                      |                      | 冊数                 |
| 1987                 | 1987                 |                      | 39,031               | 39,031               |
| 1990                 | 1990                 |                      | 53,693               | 53,693               |
| 2000                 | 2000                 |                      | 100,461              | 100,461              |
| 2010                 | 2010                 |                      | 146,886              | 146,886              |
| 2015                 | 2015                 |                      | 163,650              | 163,650              |

| 新城図書館の貸出冊数 | 新城図書館の貸出冊数 | 新城図書館の貸出冊数 | 新城図書館の貸出冊数 | 新城図書館の貸出冊数 |
| -------------------- | -------------------- | -------------------- | -------------------- | -------------------- |
| 年度                 |                      |                      |                      | 冊数                 |
| 1987                 | 1987                 |                      | 89,323               | 89,323               |
| 1990                 | 1990                 |                      | 92,123               | 92,123               |
| 2000                 | 2000                 |                      | 111,823              | 111,823              |
| 2010                 | 2010                 |                      | 193,356              | 193,356              |
| 2015                 | 2015                 |                      | 161,813              | 161,813              |

新城図書館と新城文化会館は同一敷地内にあり、これらの施設を合わせて新城地域文化広場と呼ばれる。新城地域文化広場は駐車場や自転車置き場を共有しており、200台分の駐車場、100台分の自転車置き場がある。
1階には開架閲覧室、軽読書コーナー、情報コーナー、情報ネット体験コーナー、カウンターなどがある。2階には郷土図書室、郷土資料室がある。地下には閉架書庫がある。蔵書収納能力は14万冊である。
| 新城図書館の利用案内 | 新城図書館の利用案内                                     |
| -------------------- | -------------------------------------------------------- |
| 開館時間             | 9時-20時                                                 |
| 休館日               | 毎月月末日、毎月第3月曜日、年末年始、特別整理期間        |
| 冊数・期間           | 8点まで15日間                                            |
| 貸出可能者           | 新城市、北設楽郡設楽町、東栄町、豊根村在住・在勤・在学者 |
| 貸出可能者           | 豊橋市・豊川市・豊田市・岡崎市・静岡県浜松市在住者       |

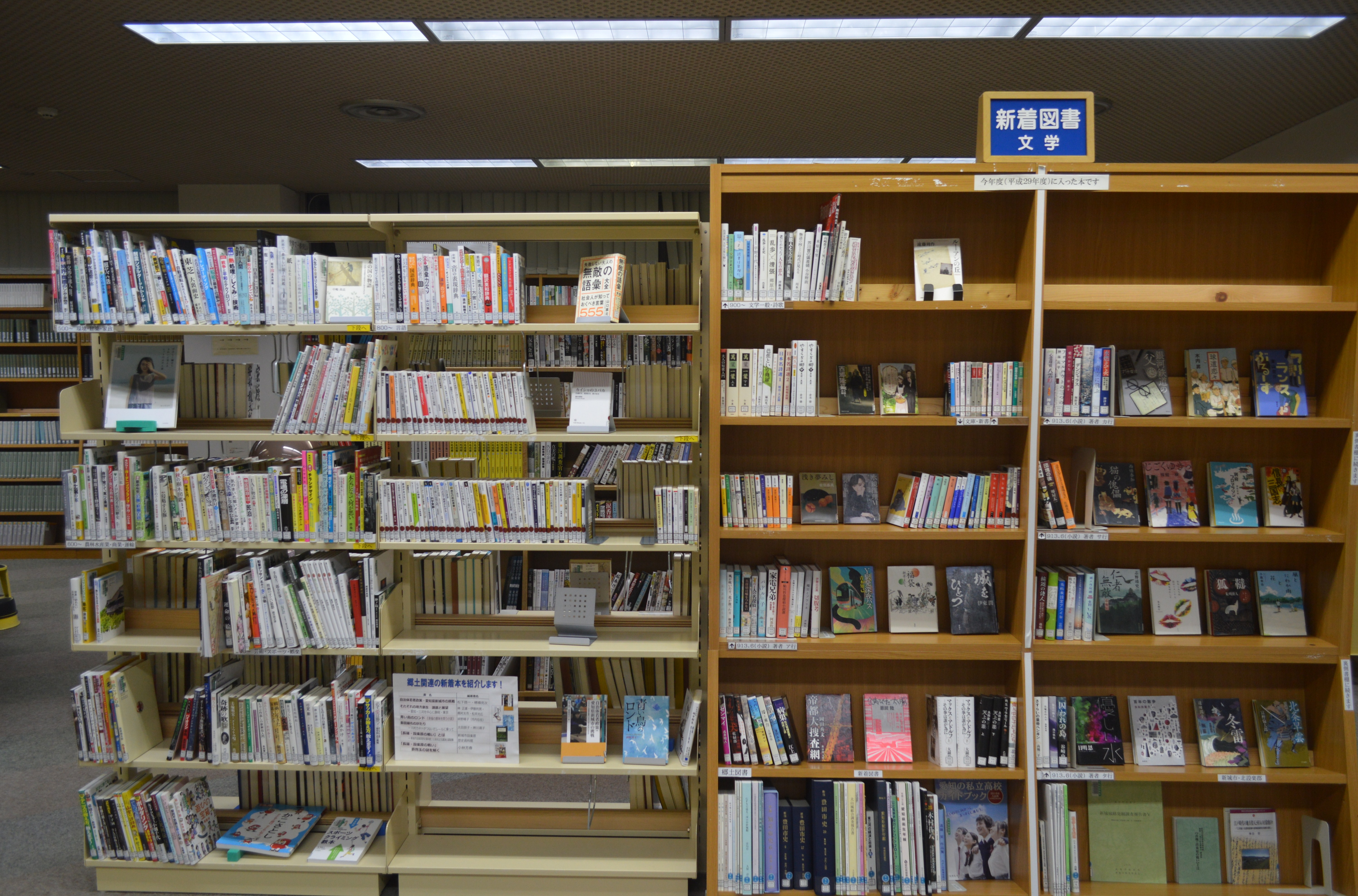
新着図書
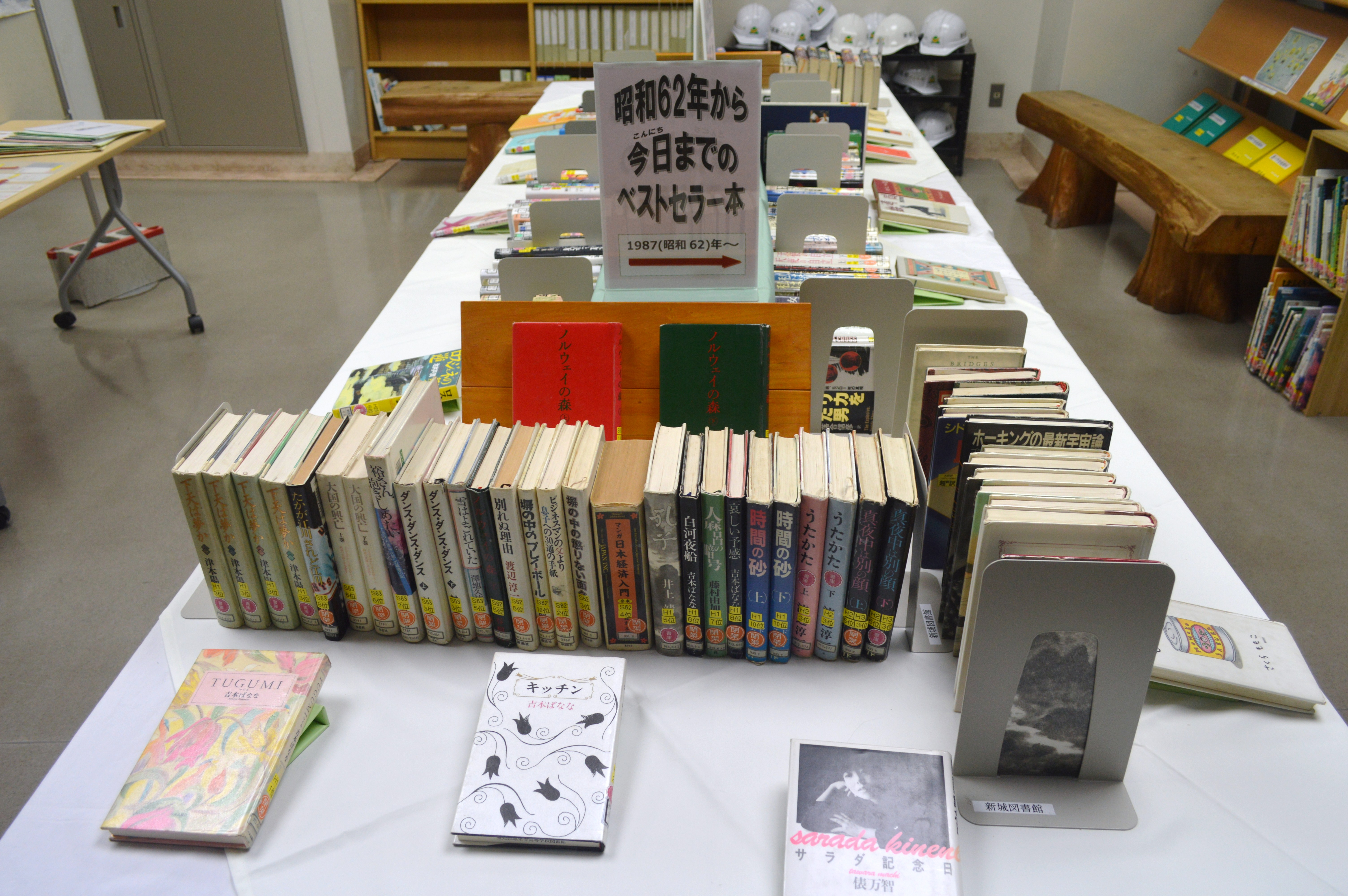
テーマ展示
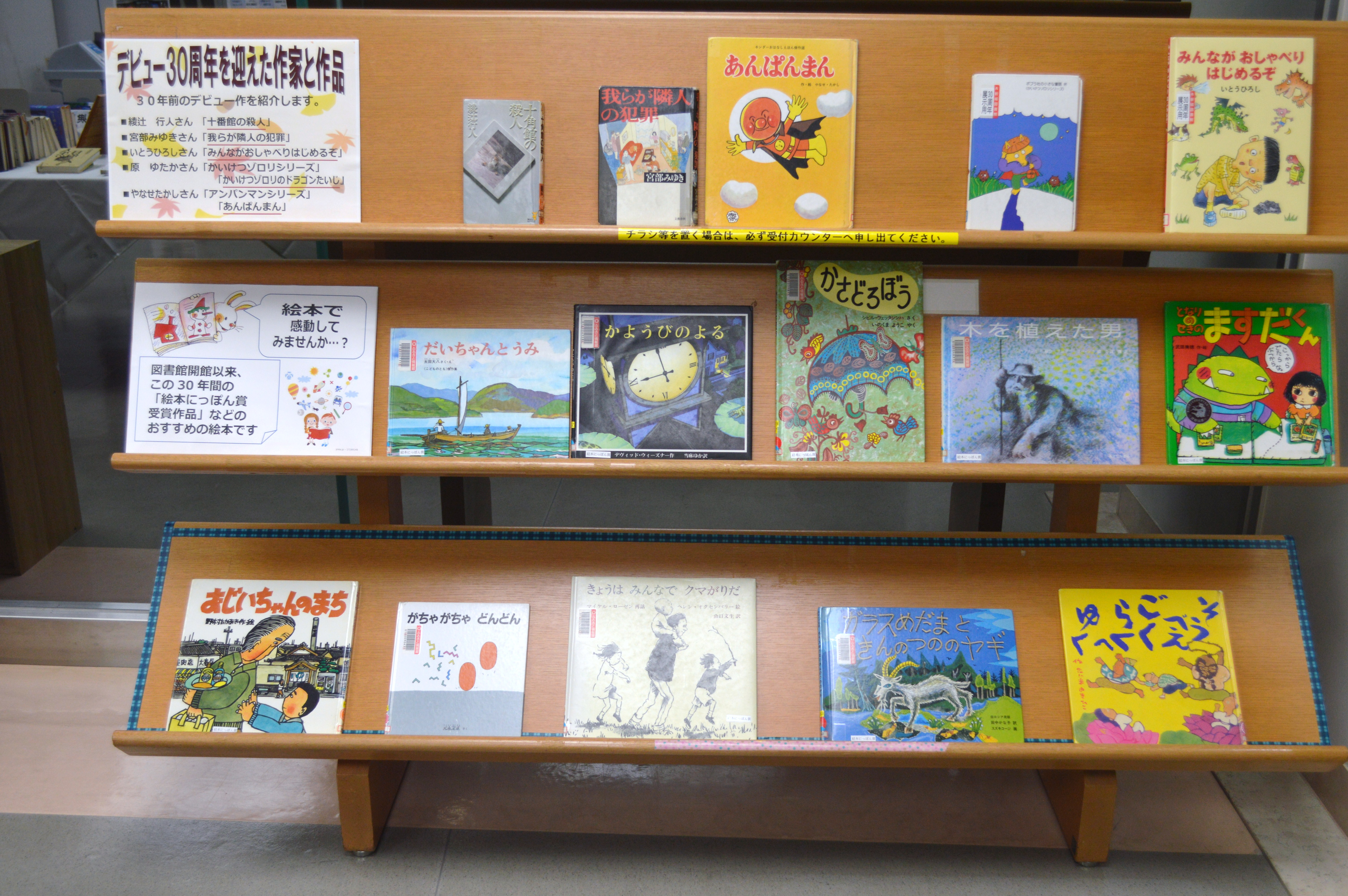
テーマ展示
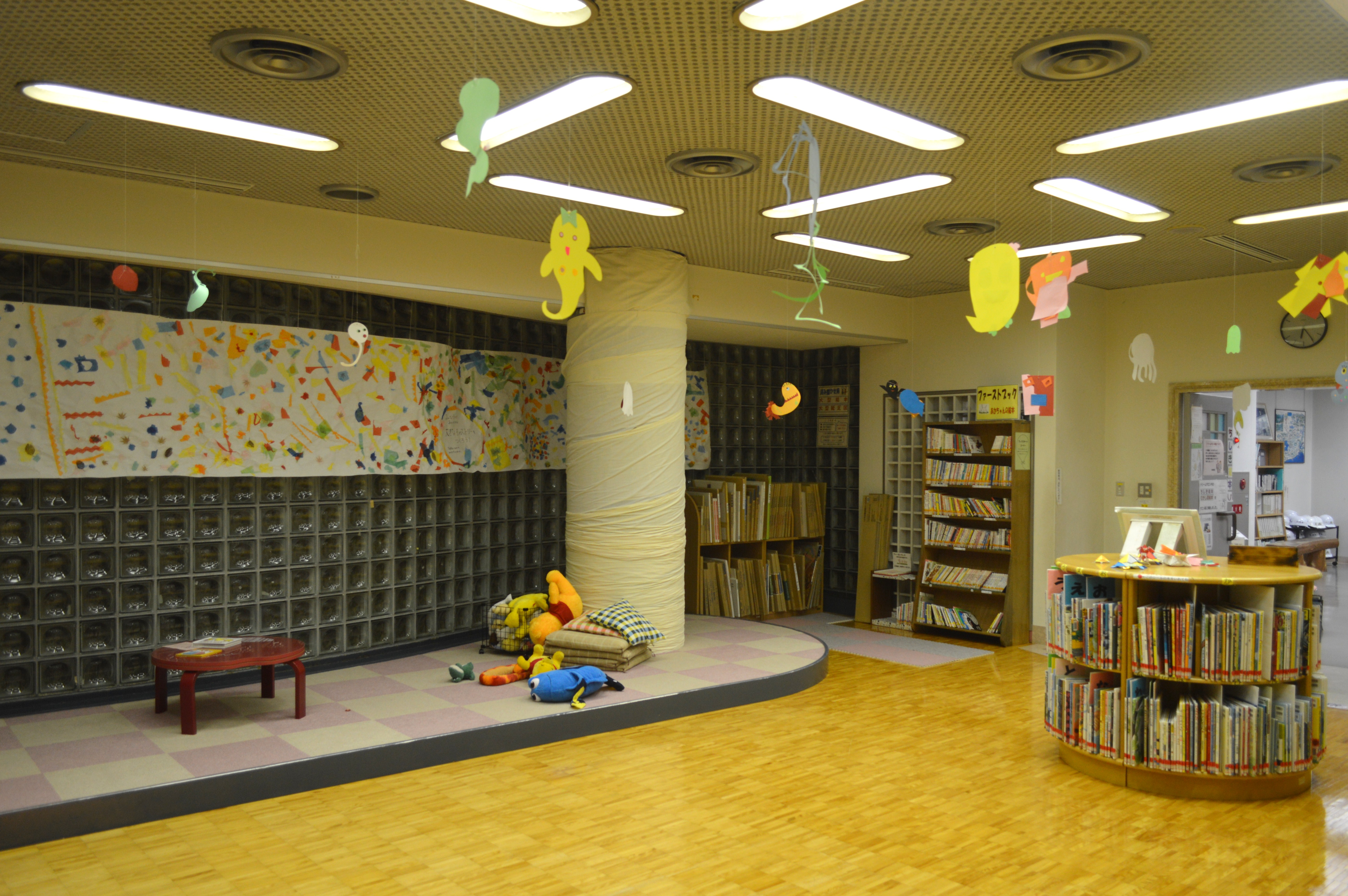
絵本

### 牧野文庫

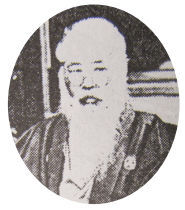
3代目牧野文斎

3代目牧野文斎は東三河地方唯一の総合病院だった信玄病院の院長を務めた医師・郷土史家であり、1915年（大正4年）から1924年（大正13年）頃まで私立牧野図書館を運営していた。牧野は大正天皇御大典を記念して図書館を設立したのであり、羽田野敬雄による羽田八幡宮文庫の一部、牧野の蔵書である古文書、明治・大正初期に刊行された書籍などを有していた。牧野図書館は信玄病院の敷地の一画にあり、2階建洋風建築の書庫と、平屋建ての閲覧室があった。司書の代わりに事務員2人がおり、無料で図書の館外貸出を行っていた。愛知県庁や南設楽郡役場などからも閲覧者があったという。
1923年（大正12年）の『愛知県教職員録』によると、当時の愛知県には公立・私立あわせて19の図書館等施設があり、南設楽郡には牧野図書館と南設楽郡教育会附属図書館があった。1933年（昭和8年）に3代目牧野文斎が死去すると、1937年（昭和12年）1月には4代目牧野文斎によって、5,683部・約13,000冊の蔵書が新城町役場に寄贈された。新城町は消防会館を改装し、同年8月までには新城町立図書館を設立した。このことから、新城町立図書館は「本館の前身は牧野図書館」であるとしている。
牧野の蔵書の中には多くの和本があり、国文学研究資料館がマイクロフィルム化している。牧野の蔵書は新城市立新城中学校に預託されていたが、1987年（昭和62年）5月に新城図書館が開館した際に、2階の郷土図書室に牧野文庫が設置された。